# .bi
.bi је највиши Интернет домен државних кодова (ccTLD) за Бурунди. Администриран је од стране Националног центра за информационе технологије Бурундија.